# HMS Arholma (M72)
HMS Arholma (M72) är ett minröjningsfartyg i svenska flottan och är byggd av Kockums AB. Fartyget är byggt helt i plast vilket gör henne helt omagnetisk, något som är mycket fördelaktigt vid minröjning. Konstruktionen ska klara av kraftiga mindetonationer. HMS Arholma hade som huvuduppgift att hitta, identifiera och oskadliggöra minor med hjälp av sonar och fjärrstyrda undervattensfarkoster.
Arholma är det andra fartyget i Landsort-klassen, vars sju fartyg uppkallades efter kända svenska fyrar: Landsort, Arholma, Koster, Kullen, Vinga, Ven och Ulvön.

## Framtiden
Fartygsklassen Landsort modifierades mellan november 2009 och 2012 och blev istället fartygsklassen "Koster". Två fartyg, HMS Landsort och HMS Arholma, blev ej modifierade och har därför tagits ur tjänst. De som nu utgör fartygsklassen Koster-klass är HMS Koster, HMS Kullen, HMS Vinga, HMS Ven och HMS Ulvön.
HMS Koster var först ut med modifieringarna som består i huvudsak av nya sensorer, nytt stridsledningssystem och nya fjärrstyrda undervattensfarkoster. Fartygen är unika på så vis att de är det enda minröjningsfartyget i världen som har ett avancerat luftförsvar med en 40 millimeters allmålspjäs med radarstödd eldledning. Man räknar med att fartygen ska kunna röja minor i ytterligare 20 år, t.o.m. 2030, tack vare modifieringen.

## Skrotning
HMS Arholma M72 samt dess systerfartyg HMS Landsort M71 skrotades efter att ha stått avrustade en längre tid i mitten av augusti 2024. Fartygen bogserades till Landskrona där slutlig skrotning genomfördes. Detta skedde efter att FMV inte lyckats hitta köpare till dessa fartyg. De hade dessförinnan tömts på allt innehåll och utrustning. 
Flertalet utredningar inom marinen kom fram till att det inte var ekonomiskt försvarbart att modernisera och rusta upp dessa fartyg efter en så pass lång period av avrustning. 

HMS Arholmas vapen